# Parti chrétien-social indépendant
Pour les articles homonymes, voir Parti chrétien-social.
 (janvier 2022).
Si vous disposez d'ouvrages ou d'articles de référence ou si vous connaissez des sites web de qualité traitant du thème abordé ici, merci de compléter l'article en donnant les références utiles à sa vérifiabilité et en les liant à la section « Notes et références ».

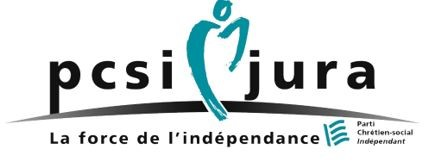
Logo du PCSI Jura (Parti Chrétien Social Indépendant), parti politique actif au sein du Canton du Jura en Suisse.

Le Parti Chrétien-Social Indépendant (PCSI) est un parti politique jurassien de centre gauche, fondé en 1956. Il est membre du Parti chrétien-social suisse depuis 1997.

## Histoire
Quatrième force politique du canton du Jura, il naît d'une scission avec le Parti démocrate-chrétien en pleins débats sur la question jurassienne, au sein de laquelle il est un ardent défenseur du séparatisme.
Le 30 novembre 2021, il lance une initiative populaire cantonale afin que les communes du canton soit rassemblées et ne forme plus qu'entre trois à sept communes, à l'exemple de Glaris.

## Comité
Le comité du PCSI Jura est composé du Bureau, organe administratif du Parti, et de représentants du groupe parlementaire, des Ministres, d'élus communaux et de personnes nommée par l'Assemblée.
Les membres actuels sont : 
Bureau :
- Sophie GUENOT-VALLAT | Présidente[4]
- Pierre-André HENZELIN | Vice-Président, Maire de Coeuve[5]
- Sabine RAPIN | Secrétaire générale
- Ludovic MOREL | Responsable financier et RH, Président de la section de Haute-Sorne[6],[7]

Autres membres du comité :
- David ERAY | Ministre
- Damien CHAPPUIS | Maire de Delémont[8]
- Phillippe EGGERTSWYLER | Maire de Porrentruy[9]
- Julien BERTHOLD | Président section de Moutier
- Blaise SCHÜLL | Représentant du groupe parlementaire
- Zoé SCRIMA | Marketing et Graphis

## Résultats électoraux

### Représentants au parlement
Il est représenté au Parlement du canton du Jura par huit députés en 1979, puis par neuf députés depuis les élections de 2006.
En 2020, il obtient 6 sièges lors des élections au Parlement.

### Représentants au gouvernement
Il est représenté dans le premier Gouvernement jurassien par le ministre franc-montagnard Jean-Pierre Beuret, alors chef du Département de l'économie, de 1979 à 1994. De 1994 à 2002, le PCSI se retrouve dans l'opposition.
En 2002, par l'élection de Laurent Schaffter, le PCSI retrouve un siège au gouvernement cantonal, siège qui est conservé par Laurent Schaffter lors des élections cantonales de 2006. En 2010, Laurent Schaffter n'est pas réélu et le PCSI n'a de nouveau plus de représentant au gouvernement pendant une législature, jusqu'à l'élection de David Eray en 2015.